# Tetragnatha hirashimai
Tetragnatha hirashimai là một loài nhện trong họ Tetragnathidae.
Loài này thuộc chi Tetragnatha. Tetragnatha hirashimai được miêu tả năm 1987 bởi Okuma.